# 아이즈와카마쓰시
아이즈와카마쓰시(일본어: 会津若松市)는 일본 후쿠시마현 서부에 있는 도시로 후쿠시마현 서부의 중심 도시이다.
에도 시대에는 아이즈번의 조카마치(성시)로 번성하였다. 쓰루가성과 백호대 등 역사적인 관광 자원으로 유명하다. 아이즈 지방의 중심 도시이다. 아이즈와카마쓰시를 중심으로 하는 아이즈와카마쓰 도시권의 인구는 약 19만 명이다.
아이즈(会津)나 와카마쓰(若松)로 줄여서 부를 때도 있다. 아이즈와카마쓰시의 약칭은 아이즈와 와카마쓰 두 종류가 있다. 현지 이외의 장소나 관광 가이드에서는 아이즈로 줄여 부르지만, 현지에서 아이즈는 지방을 말할 때 쓰고 아이즈와카마쓰시의 옛 명칭인 와카마쓰는 도시를 말할 때로 구분하는 경우가 많다. 현지 신문인 후쿠시마 민보와 후쿠시마 민우, 후쿠시마현의 지역국 일기예보에서는 와카마쓰로 줄여 말한다. 와카마쓰 측후소를 비롯한 일부 행정기관 명칭에도 와카마쓰의 옛 명칭이 남아 있다.

## 지리

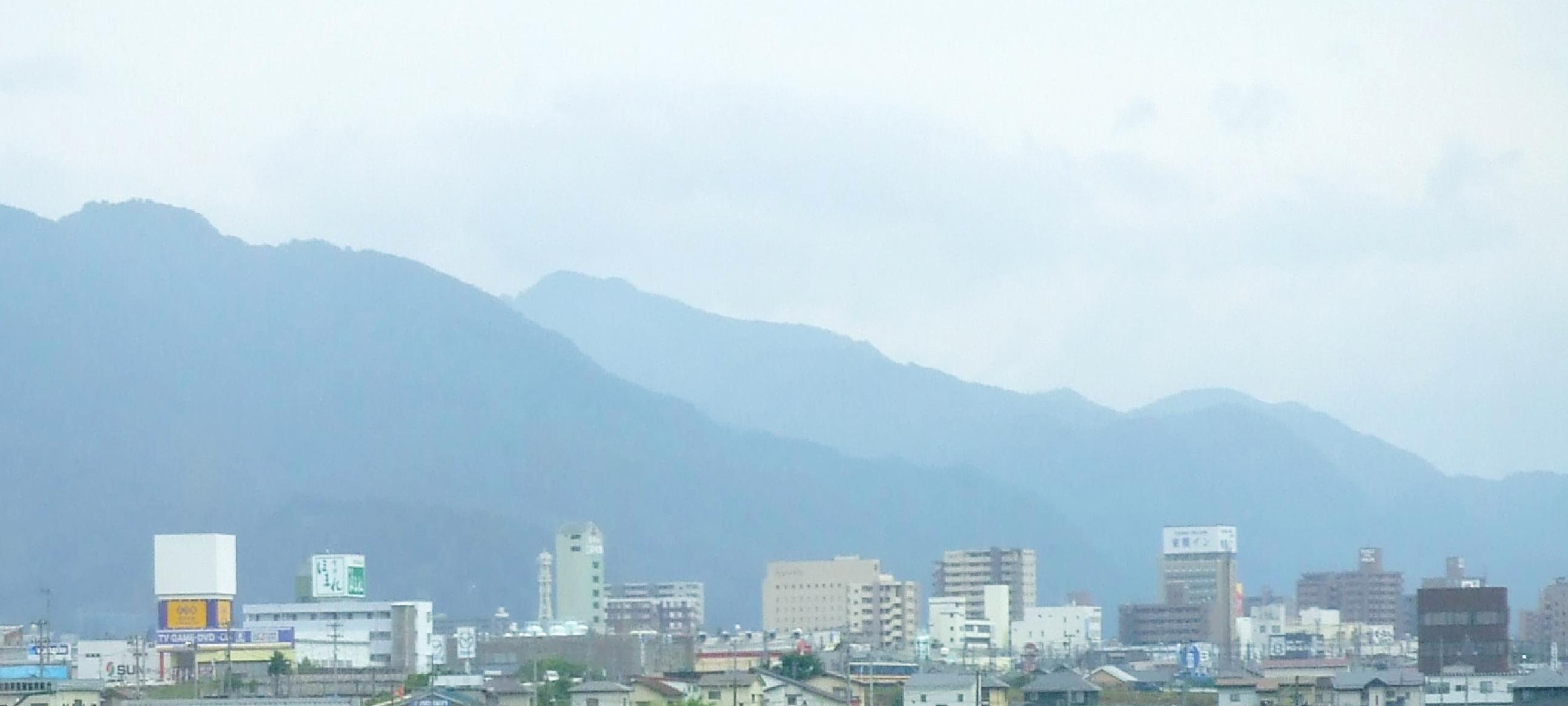
아이즈와카마쓰시 전경

아이즈와카마쓰시는 후쿠시마현 서부 일대를 차지하는 아이즈 지방의 중심 도시로 시가지는 아이즈 분지의 남동부에 위치한다. 시가지 남쪽으로 펼쳐진 광대한 산지도 관할하여 최남단은 아시노마키 온천 등이 있는 오토다케 주변까지 시역에 넣는다. 동쪽은 이나와시로호의 약 30%가 포함되며 이나와시로정, 고리야마시와 접한다. 북쪽과 서쪽은 기타카타시 등 아이즈 분지 내의 시정촌과 인접한다.
또 동서로 반에쓰 자동차도, 국도 49호선, 동일본 여객철도 반에쓰사이선이 지나고 남북으로는 국도 121호선 등의 도로, 아이즈 철도 아이즈선 등에 의해 주변 지역과 연결되고 있다. 아이즈 지방을 동서를 잇는 도로와 남북을 연결하는 도로는 아이즈와카마쓰시에서 교차하며, 철도도 동일본 여객철도 반에쓰사이선, 다다미선, 아이즈 철도 아이즈선이 모이는 아이즈 지방의 교통 요지이다.

### 지형
북부, 서부, 중심부 주변은 아이즈 분지의 남동부에 해당해 시가지, 상업지, 주택지 외에 논이 펼쳐진다. 또 남부에서 북부로 아가카와강이 흐르고 동부, 남부에서는 유카와강, 세세나기가와강, 후루카와강 등이 흐른다. 동부는 이와나시로호와 접하고 남부에는 산지가 있다.

### 기후
중심부는 분지 안에 위치하기 때문에 기온의 연교차가 크다(1월 평균 기온 0℃, 8월 평균 기온 25℃). 일반적으로 겨울에는 강설과 적설이 있고 이 때문에 폭설 지대로 지정되어 있다. 동해측 기후의 특징을 많이 가지고 있으면서, 바다에서 떨어져 있기 때문에 대륙성 기후의 특징도 겸비한다. 연평균 기온은 11.4℃이고 연평균 강수량은 1133.8mm이다.
| 아이즈와카마쓰시의 기후                                      | 아이즈와카마쓰시의 기후 | 아이즈와카마쓰시의 기후 | 아이즈와카마쓰시의 기후 | 아이즈와카마쓰시의 기후 | 아이즈와카마쓰시의 기후 | 아이즈와카마쓰시의 기후 | 아이즈와카마쓰시의 기후 | 아이즈와카마쓰시의 기후 | 아이즈와카마쓰시의 기후 | 아이즈와카마쓰시의 기후 | 아이즈와카마쓰시의 기후 | 아이즈와카마쓰시의 기후 | 아이즈와카마쓰시의 기후 |
| 월                                                           | 1월                     | 2월                     | 3월                     | 4월                     | 5월                     | 6월                     | 7월                     | 8월                     | 9월                     | 10월                    | 11월                    | 12월                    | 연간                    |
| ------------------------------------------------------------ | ----------------------- | ----------------------- | ----------------------- | ----------------------- | ----------------------- | ----------------------- | ----------------------- | ----------------------- | ----------------------- | ----------------------- | ----------------------- | ----------------------- | ----------------------- |
| 역대 최고 기온 °C (°F)                                       | 13.1 (55.6)             | 15.9 (60.6)             | 23.5 (74.3)             | 30.5 (86.9)             | 35.6 (96.1)             | 36.4 (97.5)             | 37.3 (99.1)             | 38.5 (101.3)            | 36.8 (98.2)             | 31.3 (88.3)             | 24.5 (76.1)             | 20.9 (69.6)             | 38.5 (101.3)            |
| 일평균 최고 기온 °C (°F)                                     | 2.9 (37.2)              | 4.0 (39.2)              | 8.9 (48.0)              | 16.6 (61.9)             | 22.7 (72.9)             | 26.0 (78.8)             | 29.2 (84.6)             | 30.8 (87.4)             | 26.1 (79.0)             | 19.5 (67.1)             | 12.2 (54.0)             | 5.7 (42.3)              | 17.1 (62.8)             |
| 일일 평균 기온 °C (°F)                                       | −0.3 (31.5)             | 0.1 (32.2)              | 3.7 (38.7)              | 10.1 (50.2)             | 16.2 (61.2)             | 20.5 (68.9)             | 24.0 (75.2)             | 25.2 (77.4)             | 20.8 (69.4)             | 14.1 (57.4)             | 7.4 (45.3)              | 2.2 (36.0)              | 12.0 (53.6)             |
| 일평균 최저 기온 °C (°F)                                     | −3.4 (25.9)             | −3.5 (25.7)             | −0.7 (30.7)             | 4.3 (39.7)              | 10.3 (50.5)             | 15.9 (60.6)             | 20.1 (68.2)             | 20.8 (69.4)             | 16.6 (61.9)             | 9.8 (49.6)              | 3.3 (37.9)              | −0.9 (30.4)             | 7.7 (45.9)              |
| 역대 최저 기온 °C (°F)                                       | −14.4 (6.1)             | −15.2 (4.6)             | −11.9 (10.6)            | −4.6 (23.7)             | −1.2 (29.8)             | 6.9 (44.4)              | 9.1 (48.4)              | 10.3 (50.5)             | 4.8 (40.6)              | −1.5 (29.3)             | −5.9 (21.4)             | −14.4 (6.1)             | −15.2 (4.6)             |
| 평균 강수량 mm (인치)                                        | 102.4 (4.03)            | 69.2 (2.72)             | 77.5 (3.05)             | 63.1 (2.48)             | 75.8 (2.98)             | 108.6 (4.28)            | 196.4 (7.73)            | 139.1 (5.48)            | 124.0 (4.88)            | 112.6 (4.43)            | 75.5 (2.97)             | 108.7 (4.28)            | 1,253 (49.33)           |
| 평균 강설량 cm (인치)                                        | 121 (48)                | 90 (35)                 | 41 (16)                 | 3 (1.2)                 | 0 (0)                   | 0 (0)                   | 0 (0)                   | 0 (0)                   | 0 (0)                   | 0 (0)                   | 1 (0.4)                 | 72 (28)                 | 328 (129)               |
| 평균 강수일수 (≥ 0.5 mm)                                     | 19.0                    | 16.1                    | 16.6                    | 12.0                    | 11.4                    | 12.2                    | 15.2                    | 12.6                    | 12.4                    | 12.4                    | 15.1                    | 18.3                    | 173.2                   |
| 평균 강설일수 (≥ 1cm)                                        | 19.1                    | 16.3                    | 7.7                     | 0.6                     | 0.0                     | 0.0                     | 0.0                     | 0.0                     | 0.0                     | 0.0                     | 0.3                     | 10.1                    | 54.2                    |
| 평균 상대 습도 (%)                                           | 82                      | 79                      | 74                      | 67                      | 67                      | 73                      | 79                      | 77                      | 79                      | 80                      | 83                      | 84                      | 77                      |
| 평균 월간 일조시간                                           | 78.0                    | 99.0                    | 144.0                   | 172.0                   | 201.2                   | 165.3                   | 156.9                   | 195.1                   | 141.8                   | 122.1                   | 89.1                    | 67.1                    | 1,631.6                 |
| 출처: 일본 기상청 (평년값: 1991년~2020년, 극값: 1953년~현재) |                         |                         |                         |                         |                         |                         |                         |                         |                         |                         |                         |                         |                         |

### 인접한 자치체
- 고리야마시
- 기타카타시
- 야마군 이나와시로정, 반다이정
- 이와세군 덴에이촌
- 미나미아이즈군 시모고정
- 가와누마군 아이즈반게정, 유가와촌
- 오누마군 아이즈미사토정

## 역사

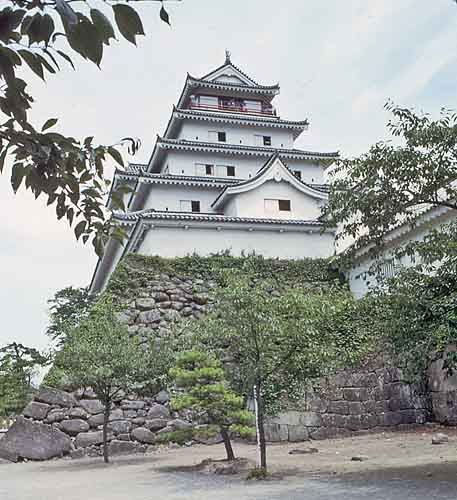
와카마쓰성

보신 전쟁 때 이 지역은 메이지 정부군에 포위되었다. 아이즈는 충성스러운 에도 막부의 지지자였다. 아이즈는 정부군에 항복했지만 막부를 지지했던 다른 번들에 비해 가혹하게 다루어졌다. 이는 아이즈가 막부에 대한 충성심이 높다고 여겨졌고 메이지 유신 이전에 쇼군으로부터 교토의 수호자로 임명받았기 때문이다.
- 1889년 4월 1일 - 정촌제 시행으로 기타아이즈군 와카마쓰정이 성립하였다.
- 1899년 4월 1일 - 와카마쓰정이 시로 승격하여 와카마쓰시가 되었다. 후쿠시마현 최초의 시이다.
- 1951년 4월 1일 - 기타아이즈군 마치키타촌이 편입되었다.
- 1955년 1월 1일 - 기타아이즈군 미나토촌, 잇키촌, 고야촌, 고자시촌, 몬덴촌, 오토촌 및 히가시야마촌이 편입되었다. 동시에 시명을 와카마쓰시에서 아이즈와카마쓰시로 변경하였다.
- 2000년 2월 1일 - 이나와시로호 지역에서 고리야마시 및 야마군 이나와시로정과의 경계 확정에 의해 호수의 약 30% 면적을 관할하게 되었다.
- 2004년 11월 1일 - 기타아이즈군 기타아이즈촌이 편입되었다.
- 2005년 11월 1일 - 가와누마군 가와히가시정이 편입되었다.

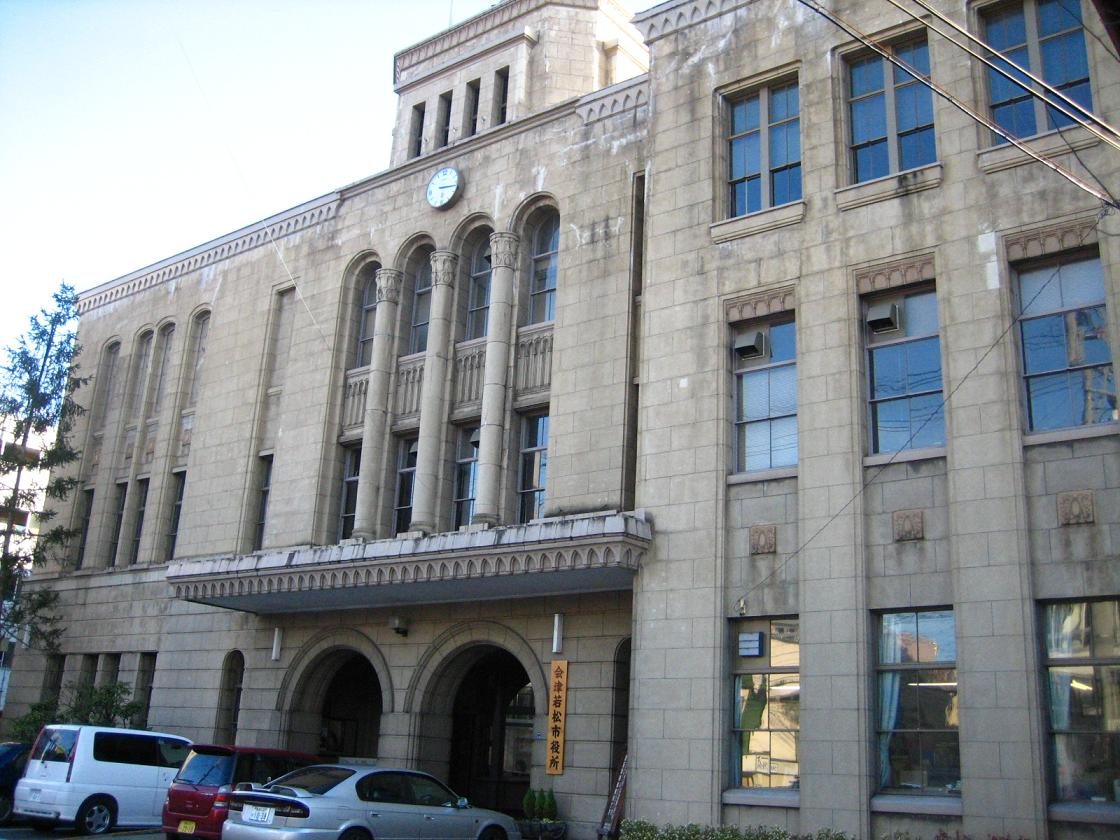
아이즈와카마쓰시

## 교육
- 아이즈 대학

## 교통

### 철도
- 동일본 여객철도
  - 반에쓰사이선
  - 다다미선
- 아이즈 철도
  - 아이즈선

### 도로
- 반에쓰 자동차도
- 국도 49호선
- 국도 118호선
- 국도 121호선
- 국도 252호선
- 국도 294호선
- 국도 401호선(일본어판)

## 인구
| 연도 | 인구    | ±%    |
| ---- | ------- | ----- |
| 1950 | 115,578 | —     |
| 1960 | 119,402 | +3.3% |
| 1970 | 120,839 | +1.2% |
| 1980 | 130,883 | +8.3% |
| 1990 | 136,336 | +4.2% |
| 2000 | 135,415 | −0.7% |
| 2010 | 126,125 | −6.9% |

## 관광
- 아이즈와카마쓰성

## 자매 도시
- 일본 아오모리현 무쓰시
- 일본 도쿠시마현 나루토시
- 일본 나가노현 이나시
- 일본 가나가와현 요코스카시
- 중화인민공화국 후베이성 징저우시

## 같이 보기
- 아이즈 지방
- 아이즈번
- 오쿠마정: 후쿠시마 제1 원자력 발전소의 소재지로, 2011년 폭발 사고로 정청이 아이즈와카마쓰로 임시 이전하였다.